# ولوا (داکوتای شمالی)
ولوا(به انگلیسی: Velva) شهری در ایالت داکوتای شمالی کشور ایالات متحده آمریکا است که جمعیت آن در سرشماری سال ۲۰۱۰ میلادی، ۱٬۰۸۴ نفر بوده‌است.